# Săcele (Costanza)
Săcele (in turco Peletli) è un comune della Romania di 2 195 abitanti, ubicato nel distretto di Costanza, nella regione storica della Dobrugia.
Il comune è formato dall'unione di 2 villaggi: Săcele e Traian.